# Callia di Calcide
Callia di Calcide (in greco antico: Kαλλίας?; IV secolo a.C. – IV secolo a.C.) è stato un tiranno della Calcide assieme a suo fratello Taurostene.

## Biografia
Succedette al padre Mnesarco, nella tirannia della Calcide, e formò un'alleanza con Filippo II di Macedonia allo scopo di essere assistito nella guerra contro Plutarco, tiranno di Eretria, o meglio con l'intenzione di estendere la sua autorità su tutta l'Eubea - un disegno che, secondo Eschine, nascose sotto la maschera di un piano per unire in una sola Lega tutti gli Stati dell'isola, e indicendo un congresso generale in Calcide. Plutarco pertanto si rivolse ad Atene per chiedere aiuto, che gli venne concesso nonostante i consigli contrari di Demostene, e un esercito venne inviato in Eubea sotto il comando del Focione, che sconfisse Callia a Taminae nel 350 a.C. Dopo questo evento, Callia si recò alla corte macedone, dove per qualche tempo venne tenuto in gran favore dal re; ma, avendolo in qualche modo offeso, si ritirò a Tebe, con la speranza di ottenere sostegno nella promozione delle sue aspirazioni. Ruppe, tuttavia, anche con i Tebani e temendo un attacco sia da loro che da Filippo, chiese aiuto ad Atene, e attraverso l'influenza di Demostene non solo ottenne un'alleanza ma anche il riconoscimento dell'indipendenza della Calcide, inducendo gli Ateniesi a trasferire in quello Stato i contributi annuali di Oreo e Eretria. Callia fece grandi promesse (a quanto pare mai realizzate) di assistenza in uomini e denaro da Acaia, Megara e Eubea. Questo sembra essere accaduto nel 343 a.C., al momento del tentativo di Filippo proiettato verso l'Ambracia. Eschine, naturalmente, attribuisce al suo rivale il sostegno a Callia a seguito di corruzione; ma Demostene può aver pensato che l'Eubea, riunita sotto un governo forte, avrebbe potuto essere utilizzata come una barriera efficace alle ambizioni di Filippo. Nel 341 a.C., la sconfitta inflitta dalla Focide ai macedoni in Eretria e Oreo sotto  Cleitarco e Filistide diede il primato dell'isola a Callia. Callia sembra essere stato ancora vivo nel 330 a.C., dal contenuto dell'orazione sulla corona. Lo si deduce da Eschine, che menziona una proposta di Demostene di confermare a Callia e a suo fratello Taurostene l'onore della cittadinanza ateniese.